# Eznik de Kolb
Eznik de Kolb (o Koghb) o Eznik Koghbatsi (en armenio: Եզնիկ Կողբացի) fue un lingüista, escritor, teólogo y traductor cristiano armenio de la primera mitad del siglo V d. C., considerado uno de los más importantes autores del periodo áureo de la literatura armenia y uno de los primeros traductores armenios de la Biblia. Su obra más importante es una apología que por convención se llama Refutación de las sectas o De Dios.

## Biografía
Nació a finales del siglo IV en Kolb (actual Tuzluca), provincia de Taik, en el valle del río Çoruh, un lugar situado en la frontera este de la actual Turquía y que por entonces formaba parte integrante del reino cristiano de la Gran Armenia que estaba a punto de desaparecer. Fue discípulo del catolicós Sahak (Isaac) y Mesrop Mashtots, creador del alfabeto armenio. Por Moisés de Corene se sabe que sus maestros lo enviaron a Edesa (Siria), para perfeccionarse en el estudio de la lengua siriaca y transcribir la Biblia; desde allí viajó a Constantinopla para profundizar sus conocimientos de griego. Volvió a su patria con ejemplares de los cánones del Concilio de Éfeso (431) y una versión griega de la Sagrada Escritura con la cual revisó la versión de la Biblia traducida el 410 por sus maestros Sahak y Mesrop desde el texto siríaco de la Peshitta.
Algunos lo identifican con el obispo homónimo de Bagrevand que figura en la lista de participantes en el concilio nacional armenio de Artashat (449). En todo caso, lo que se conoce con seguridad es que estuvo entre los «primeros traductores» que difundieron por Armenia las Sagradas Escrituras y el patrimonio patrístico griego y siríaco en traducciones.
Los autores armenios posteriores lo consideran solamente traductor, pero en el siglo XVIII (Esmirna, 1762) se hizo una edición de un manuscrito del año 1280 de una obra original suya, Refutación de las sectas (, cuyas cuatro partes fueron co)mpuestas entre 445 y 448 y que, según análisis recientes, se inspira en obras de Metodio de Olimpia, Basilio de Cesarea, Epifanio, Arístides, Hipólito, Orígenes, Efrén, etcétera.
En su primera parte escribe contra doctrinas de la filosofía pagana como la eternidad de la materia y la existencia sustancial del mal. En la segunda refuta las principales doctrinas del parsismo. La tercera se dirige contra los filósofos griegos (pitagóricos, platónicos, peripatéticos, estoicos y epicúreos), usando más argumentos escriturísticos de la Biblia que de la razón. Su cuarta y última parte es una exposición y refutación del marcionismo. En este trabajo Eznik exhibe mucha perspicacia y una extensa erudición; evidentemente, estaba tan familiarizado con la lengua persa como con la literatura griega. Una mejor edición de esta obra, que utiliza varios manuscritos, fue hecha por la orden Mequitarista en Venecia en 1826 y en 1865. La traducción francesa la hizo Levaillant de Florival, Réfutation des différentes sectes (París, 1853), y una al alemán, excelente, fue obra de J. M. Schmid, Wider die Sekten (Leipzig, 1900).
Como apéndice a esta obra también se conserva una colección de noventa y tres Preceptos morales que algunos creen traducción de un original griego atribuido a San Nilo. Aunque testimonios antiguos afirman que escribió homilías, no se han conservado. No parecen suyos los escritos atribuidos a Eznik en los Giarrendir o "Narraciones". En la literatura armenia es un autor clásico por la pureza y elegancia de su lengua y estilo, aunque la naturaleza de las materias sobre las que escribió le obligó a usar frecuentemente la terminología griega.

## Obras
- Traducción de la Biblia
- Refutación de las sectas (445-448)
- Preceptos morales
- Homilías (perdido)